# 7b-hidroksisteroid dehidrogenaza (NADP+)
7b-hidroksisteroid dehidrogenaza (+) (EC 1.1.1.201, +-zavisna 7beta-hidroksisteroid dehidrogenaza, 7beta-hidroksisteroid dehidrogenaza (+)) je enzim sa sistematskim imenom 7beta-hidroksisteroid:NADP+ 7-oksidoreduktaza. Ovaj enzim katalizuje sledeću hemijsku reakciju
7beta-hidroksisteroid + + {\displaystyle \rightleftharpoons } 7-oksosteroid + +
Ovaj enzim katalizuje oksidaciju 7beta-hidroksi grupe žučne kiseline kao što je ursodezoksiholat.

## Literatura
- Nicholas C. Price; Lewis Stevens (1999). Fundamentals of Enzymology: The Cell and Molecular Biology of Catalytic Proteins (Third изд.). USA: Oxford University Press. ISBN 019850229X.
- Eric J. Toone (2006). Advances in Enzymology and Related Areas of Molecular Biology, Protein Evolution (Volume 75 изд.). Wiley-Interscience. ISBN 0471205036.
- Branden C; Tooze J. Introduction to Protein Structure. New York, NY: Garland Publishing. ISBN 0-8153-2305-0.
- Irwin H. Segel. Enzyme Kinetics: Behavior and Analysis of Rapid Equilibrium and Steady-State Enzyme Systems (Book 44 изд.). Wiley Classics Library. ISBN 0471303097.
- William P. Jencks (1987). Catalysis in Chemistry and Enzymology. Dover Publications. ISBN 0486654605.

## Spoljašnje veze
- 7beta-hydroxysteroid+dehydrogenase+(NADP+) на 